# Pecna
Pecna (dawniej też Pecno, niem. Petzen-Hauland) – wieś w Polsce położona w województwie wielkopolskim, w powiecie poznańskim, w gminie Mosina.
Wieś położona jest 8 km na płd.-zach. od Mosiny, przy szosie Mosina - Czempiń. Na terenie miejscowości znajduje się stacja kolejowa Iłowiec.
W miejscowości znajduje się szkoła podstawowa było gimnazjum oraz ochotnicza straż pożarna.
Przez Pecnę przebiega  szlak turystyczny Iłowiec - Otusz. Na północny wschód od miejscowości znajduje się rezerwat przyrody Goździk Siny w Grzybnie.

## Historia
Jedna z najstarszych wzmianek źródłowych o Pecnej podaje, że jest to osobna wieś rozgraniczona kopcami od wsi Iłówiec. W końcu XIV wieku właścicielem tej wsi był Mikołaj Mieczko z Iłówca Małego, występujący w latach 1393–1409. Był on żonaty z Małgorzatą z Miejskiej Górki.
Do Mikołaja należała tylko połowa Pecnej, bowiem o tę część Pecnej procesował się z braćmi Wojciechem i Andrzejem Grońskim w latach 1398–1399.
Kolejny spór o prawo do posiadania Pecnej toczyła Małgorzata z Miejskiej Górki ze Świętosławem Iłowieckim w 1409. Przez cały XV wiek wieś nadal należała do rodziny Iłowieckich, siedzących w Iłowcu Małym (później zwanym Kościelnym) i Wielkim koło Czempinia.
W XVIII wieku miejscowość wchodziła w skład dóbr iłowieckich - Konstantego Starzeńskiego. Na terenie dawnej opustoszałej osady lokowano tu wieś olęderską. Z tego okresu zachował się dawny jej układ topograficzny, a z lat późniejszych kilka budynków szachulcowych z XIX i XX wieku (posesji przy ulicy Głównej 14, 68 i 70). W końcu XIX stulecia znajdowało się tu 48 domów, a liczbę mieszkańców oceniano na 318 osób. Wśród nich 31 deklarowało się jako katolicy, pozostali jako protestanci.
W latach 1954–1972 wieś była siedzibą gromady Pecna.
W latach 1975–1998 miejscowość administracyjnie należała do województwa poznańskiego.